# Paul Seston
 (mars 2019).
Si vous disposez d'ouvrages ou d'articles de référence ou si vous connaissez des sites web de qualité traitant du thème abordé ici, merci de compléter l'article en donnant les références utiles à sa vérifiabilité et en les liant à la section « Notes et références ».
Paul Seston est un peintre français né à Nantes le 1er octobre 1905 et mort dans la même ville le 23 juin 1985.
Élève d'Émile Simon et d'Emmanuel Fougerat à l'École supérieure des beaux-arts de Nantes, il a peint de nombreux tableaux, notamment des études et compositions de roses inspirées par sa roseraie personnelle où il cultivait plus de 100 variétés. On lui doit également de nombreux paysages de Bretagne, des Pays de Loire et du Sud-Ouest de la France, des paysages d'Italie, ainsi que des natures mortes et quelques portraits.

## Biographie

### Formation
Paul Seston naît le 1er octobre 1905.
Deux de ses œuvres d'enfance, réalisées à l'école de garçons de la rue noire, sont reproduites dans le livre de Didier Guivarc'h Moi Marie Rocher, écolière en guerre : dessins d'enfants, 1914-1919..
En 1919, il est reçu premier à l'École supérieure des beaux-arts de Nantes.
De 1920 à 1923, il reçoit une médaille de bronze pour le dessin artistique avec Émile Simon et Emmanuel Fougerat ses professeurs en 1921, une médaille de bronze pour la composition décorative avec Stanislas Gauthier en 1922, puis une autre en 1923.
En 1921, il reçoit la deuxième mention de l'École des beaux-arts pour le cours élémentaire (ornement).

### Carrière
En 1936 puis en 1938, Paul Seston expose ses œuvres à la Société des beaux-arts de Nantes, puis en 1939 au Salon nantais.
En 1947, il expose à Paris au Salon des artistes français. 
Peintre de fleurs, il expose en 1967 aux Floralies d'Orléans, en 1969 aux Floralies de Paris et en 1971 aux Floralies de Nantes.
En 1970 puis en 1973, la revue L'Amateur d'art le distingue et lui dédie un article.
En 1972, Paul Seston se consacre pleinement à son travail de peintre et ouvre sa galerie de peinture personnelle, rue des Hauts-Pavés à Nantes.
En 1974, il expose en France et en Europe et reçoit successivement les diplômes d'honneur en finale au prix de Deauville, à Genève et à Cannes. La même année, il reçoit le diplôme d'honneur en finale du grand prix international des Sept Collines à Rome en Italie, pays qu'il admire.
Membre de la Fondation Taylor, il effectue, en 1975, plusieurs voyages en Italie, à Florence, Rome et Venise, qui lui inspireront une série de paysages italiens.
Il se lie d'amitié avec le peintre Émile Simon, avec lequel il correspondra jusqu'à la mort de ce dernier en 1976.
En 1980, il reçoit la médaille du dévouement français délivrée par la Société Arts-Sciences-Lettres, association créée en 1915 sous l'égide de René Flament, récompensant les femmes et les hommes qui, par leur travail, participent au rayonnement de la culture dans les domaines artistiques, littéraires et scientifiques en France et à l'étranger.
En 1981, il reçoit en complément la médaille d'argent délivrée par la Société Arts-Sciences-Lettres.
En 1982, Il expose au festival international de la Rose à Nantes et reçoit le prix d'honneur dans la section artistique. Un article lui est consacré dans la revue Présence des Arts[réf. nécessaire].
Paul Seston possède une roseraie.
En 1985, le 23 juin, il meurt dans sa maison-atelier de Nantes, rue des Hauts-Pavés.

## Œuvre
Paul Seston a laissé un œuvre peint important, composé essentiellement d'études de roses, de paysages de Bretagne, des Pays de Loire et du Sud-Ouest de la France, de paysages d'Italie, ainsi que de natures mortes et quelques portraits.
Son style est d'une facture classique caractérisée par une technique minutieuse, une étude des transparences et des reflets, des matières et des lumières.

### Œuvres dans les collections publiques
- Quimper, musée départemental breton : Vase de roses, huile sur toile[9].